# ذخیره اتکایی
ذخیره اتکایی (به انگلیسی: Safety stock) نوعی از موافقت‌نامه‌های بین‌المللی کالاست که هنگام کاهش قیمت کالا از حداقل قیمت مورد توافق (قیمت تضمینی) به خرید و ذخیره آن می‌پردازد و زمانی که قیمت کالا از حداکثر قیمت تعیین شده (سقف قیمت) بیشتر شود به فروش کالا اقدام می‌کند.